# Нижний Куюс
Нижний Куюс — река в России, протекает по Чемальскому району Республики Алтай. Устье реки находится в 255 км по правому берегу реки Катунь. Длина реки составляет 11 км.

## Данные водного реестра
По данным государственного водного реестра России относится к Верхнеобскому бассейновому округу, водохозяйственный участок реки — Катунь, речной подбассейн реки — Бия и Катунь. Речной бассейн реки — (Верхняя) Обь до впадения Иртыша.